# Mr. World 2014
Mr. World 2014 foi a oitava edição do tradicional concurso de beleza masculino de Mr. World. O evento foi realizado na cidade de Torquay, na Inglaterra, e teve a participação de mais de quarenta candidatos de diversos países do mundo.
O colombiano Francisco Escobar passou, depois de dois anos de reinado, o título ao seu sucessor no final do concurso. A apresentação do evento, bem como as atrações musicais do certame foram feitas respectivamente por Megan Young e Frankie Cena, Erin Holland e Frankie Cena.
Ano após ano o concurso fica mais competitivo com a implementação das etapas classificatórias, que permite a classificação automática dos candidatos entre os semifinalistas da noite final televisionada. Tal estratégia ainda é utilizada atualmente no Miss Mundo.

## Resultados

### Colocações
| Posição                 | País e Candidato |
| Mr. World 2014          | - Dinamarca - Nicklas Pedersen |
| 2º. Lugar               | - Nigéria - Emmanuel Ikubese |
| 3º. Lugar               | - México - José Pablo Minor |
| (TOP 10) Semifinalistas | - Curaçao - Zuemarik Veeris - Holanda - Demian Overdüijn - Índia - Prateik Jain - Inglaterra - Jordan Williams - Moldávia - Valeriu Gutu - Porto Rico - Alberto Martínez - Ucrânia - Bohdan Yusypchuk |

Prêmio Especial
| Posição             | País e Candidato             |
| Mr. Fashion & Style | - Nigéria - Emmanuel Ikubese |

## Jurados
A lista com os jurados da noite final televisionada se encontra corretamente listada abaixo:
1. Julia Morley, presidente dos concursos Miss Mundo e Mister Mundo;
2. Mike Dixon, diretor musical;
3. Donna Derby, coreógrafa e diretora de palco;
4. Andrew Minarik, hair-stylist;
5. Francisco Escobar, Mr. World 2012;
6. Pilín León, Miss Mundo 1981;
7. Erin Holland, Miss Mundo Austrália 2013;

## Etapas Classificatórias

### Mr. Talent
- Um dia após todas as apresentações de talento dos candidatos foram anunciados os semifinalistas:[3]

| Colocação               | País e Candidato |
| 1                       | - Curaçao - Zuemerik Veeris |
| Finalistas              | - Holanda - Demian Overdüijn - Inglaterra - Jordan Williams - Ucrânia - Bohdan Yusypchuk |
| (TOP 13) Semifinalistas | - Austrália - Nick Kennett - Gana - Nii Tackie Laryea - Irlanda - Karl Bowe - Irlanda do Norte - Dwayne Kerr - México - José Pablo Minor - Nigéria - Emmanuel Ikubese - Peru - Diego Conroy - Porto Rico - Alberto Martínez - Suazilândia - Bonelelwe Khulekani |
| (TOP 21) Semifinalistas | - África do Sul - Cole Fincham - Argentina - José Santillán - França - Thibault Marchand - Guadalupe - Borys Marester - Índia - Prateik Jain - Japão - Tsuyoshi Akaboya - Moldávia - Valeriu Gutu - Polônia - Rafał Maślak                                      |
| Participantes           | - Áustria - Philipp Knefz - Canadá - Jim Stewart - Colômbia - Oswaldo Ramos - Espanha - Jose Ignacio Ros - Líbano - Ayman Moussa - País de Gales - Michael Formston - Paraguai - Joaquín Sandoval                                                               |

### Mr. Multimidia
| Colocação | País e Candidato               |
| 1         | - Holanda - Demian Overdüijn   |
| 2         | - Índia - Prateik Jain         |
| 3         | - Dinamarca - Nicklas Pedersen |

### Mr. Extreme Sports
- A prova física foi realizada no Royal Marine Commando Training Centre em Lympstone, Devon.

| Colocação               | País e Candidato |
| 1                       | - Moldávia - Valeriu Gutu |
| 2                       | - Áustria - Philipp Knefz |
| 3                       | - Ucrânia - Bohdan Yusypchuk |
| (TOP 10) Semifinalistas | - Argentina - José Santillán - Dinamarca - Nicklas Pedersen - Filipinas - John De Lara Spainhour - Inglaterra - Jordan Williams - Porto Rico - Alberto Martínez - Romênia - Bogdan Mierla - Venezuela - António Casanova |
| (TOP 24) Semifinalistas | - Austrália - Nick Kennett - Canadá - Jim Stewart - Colômbia - Tomas Marin - Espanha - Jose Ignacio Ros - Gana - Nii Tackie Laryea - Guadalupe - Borys Marester - Holanda - Demian Overdüijn - Índia - Prateik Jain - Irlanda - Karl Bowe - Letônia - Edvīns Ločmelis - País de Gales - Michael Formston - Peru - Diego Conroy - Polônia - Rafał Maślak - México - José Pablo Minor |

### Mr. World Sports Challenge
| Colocação  | País e Candidato                                      |
| 1          | - Dinamarca - Nicklas Pedersen                        |
| Finalistas | - Bahamas - Devaughn Gow - França - Thibault Marchand |

## Candidatos
Até agora, todos os aspirantes ao título internacional estão listados abaixo:
| - África do Sul - Cole Fincham - Alemanha - Yasin Bözkurt - Áustria - Philipp Knefz - Argentina - José Santillán - Austrália - Nick Kennett - Bahamas - Devaughn Gow - Bolívia - Anyelo Roca - Brasil - Reinaldo Dalcin - Canadá - Jim Stewart - China - Hong Zhen Thang - Colômbia - Tomas Marin - Coreia do Sul - Lim Jae-yeon - Curaçao - Zuemerik Veeris - Dinamarca - Nicklas Pedersen - Espanha - Jose Ignacio Ros - Filipinas - John De Lara Spainhour - França - Thibault Marchand - Gana - Nii Tackie Laryea - Guadalupe - Borys Marester - Holanda - Demian Overdüijn - Índia - Prateik Jain - Inglaterra - Jordan Williams - Irlanda - Karl Bowe | - Irlanda do Norte - Dwayne Kerr - Itália - Adamo Pasqualon - Japão - Tsuyoshi Akaboya - Letônia - Edvīns Ločmelis - Líbano - Ayman Moussa - Malta - Björn Demicoli - México - José Pablo Minor - Moldávia - Valeriu Gutu - Nigéria - Emmanuel Ikubese - Paraguai - Joaquín Sandoval - País de Gales - Michael Formston - Peru - Diego Conroy - Polônia - Rafał Maślak - Porto Rico - Alberto Martínez - República Dominicana - Miguel Vargas - Romênia - Bogdan Mierla - Rússia - Mails Makkarti - Suazilândia - Bonelelwe Khulekani - Suíça - Bruno Viglezio - Sri Lanka - Angelo Barnes - Turquia - Efekan Akal - Ucrânia - Bohdan Yusypchuk - Venezuela - António Casanova |  |

Desistências
- Bósnia e Herzegovina - Mirza Karahasanovic
- El Salvador - Jorge Panameño
- Guiné-Bissau - Jorge Santos Lopes
- Guiné Equatorial - Clemente Asangogo
- Haiti - Mackendy Asmath
- Honduras - David Bustillo
- Portugal - Ricardo Bernardes

Trocas
- Colômbia - Oswaldo Ramos foi trocado de última hora por Tomas Marin.

## Crossovers
Mister International
- 2011:  Letônia - Edvīns Ločmelis

Manhunt Internacional
- 2014:  Letônia - Edvīns Ločmelis